# Villa Scheidemantel

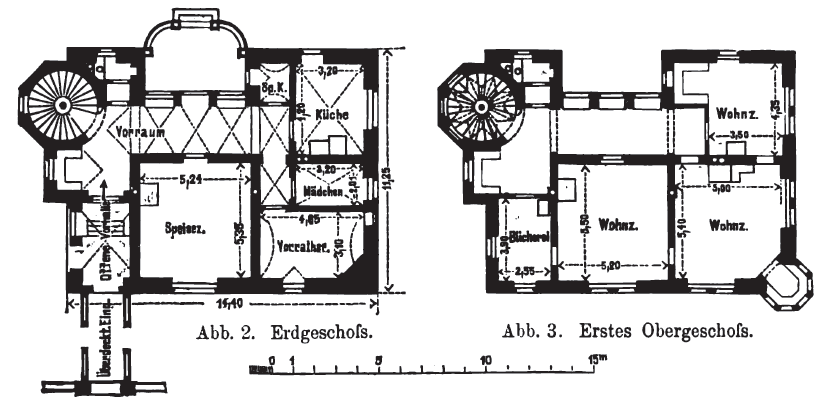
Grundriss der Villa Scheidemantel

Die Villa Scheidemantel, auch Villa Gebler und später auch Hans-Sachs-Haus, war ein großbürgerliches Wohnhaus in Dresden-Johannstadt, Striesener Platz 8, das 1887 erbaut und 1945 zerstört wurde.

## Geschichte
Die Villa auf dem Eckgrundstück an der Einmündung der Wintergartenstraße in den Striesener Platz wurde 1887 erbaut. Bauherr und Architekt war Julius Gebler, der den auf eigene Rechnung errichteten Bau 1891 für 90.000 Mark an den Kammersänger Karl Scheidemantel verkaufte, dessen Namen die Villa von da an trug. Auf Grund der bekanntesten Opernrolle von Scheidemantel, des Hans Sachs in Wagners Die Meistersinger von Nürnberg wurde es auch als Hans-Sachs-Haus bezeichnet. Der historistische Bau wurde 1945 bei den Luftangriffen auf Dresden zerstört. Nach dem Zweiten Weltkrieg wurde der Striesener Platz beräumt und teilweise in die Striesener Straße integriert, das eigentliche Grundstück ist heute Teil eines Parkplatzes an der Pöppelmannstraße.

## Beschreibung
Der Architekt Julius Gebler galt als Spezialist für Bauten im Stil der „deutschen Renaissance“, die im Rahmen der Neorenaissance gerne als Vorbild für bürgerliche Bauten herangezogen wurde.
Die Villa war ein zweigeschossiger Putzbau. Ihre hohen Dreiecksgiebel bildeten zusammen mit Erkern, Treppenturm (mit schrägen Fenstern) und geschweifter Kuppel ein „reiche[s], malerische[s]“ Ensemble. Vorbilder für die Dreiecksgiebel des Hauses sind am Kanzleihaus, am Haus Schloßstraße 34, am Haus Altmarkt 16 und im Großen Schlosshof der Dresdner Residenz zu erkennen. Die Vorgärten an den beiden Straßenseiten waren jeweils 4,50 Meter breit.